# Rufina Maria Manoela
Rufina Maria Manoela foi uma ex-cativa do Mosteiro de Olinda e senhora de pessoas escravizadas que viveu durante o século XIX, em Olinda, Pernambuco, sendo uma das mulheres negras de sua época que conseguiu ascender socialmente, libertando seus filhos e a si mesmo da condição de escravizados.
Em 1862, decide abrir um processo contra seu antigo senhor, Fr. Manoel da Conceição, Abade do Mosteiro. Além disso, através do processo-crime impetrado por ela com o relato das testemunhas, nota-se que, enquanto ainda era uma escravizada, ela também possuía cativos de sua posse e, até o ano de 1862, já tinha adquirido alguns bens materiais incomuns para as mulheres pretas de sua época.Vivendo em uma sociedade escravista, e em um cenário de instabilidade devido a alta das imigrações em decorrência da Lei Eusébio de Queiroz, Rufina chegou muito mais longe do que muitas pretas de sua época. Apesar de, segundo os autos do processo, ter sido abordada pelo seu ex-senhor para fins “desonrosos” e ter sua casa destruída, o juiz do caso resolveu inocentar o Fr. Manoel, pois Rufina morava dentro das terras do Mosteiro de Olinda e não pagava o foro.
A coragem e trabalho árduo de Rufina evidenciam aspectos essenciais para o entendimento das relações sociais dos cativos e libertos da época. Primeiro de que os escravizados e escravizadas da época também exerciam o direito de terem seus cativos e seus bens materiais, sendo as mulheres as mais possuidoras de ambos. Além disso, é possível notar que o título de senhor de escravos traz consigo uma carga maior, ou seja, era um símbolo de ascensão social, contribuindo, no entanto, para a continuidade do sistema de escravidão.

## O Brasil na Segunda Metade do Século XIX
A história de Rufina, da conquista da sua alforria até a acusação da destruição da casa que construiu, se passa em um Pernambuco pós criação da Lei Eusébio de Queiroz (1850). Essa lei visava conter o tráfico negreiro, que já havia sido proibido em 1831 (Lei Feijó), sem efetividade. Neste período, o valor pago para se comprar um escravo aumentou consideravelmente. Isso não significa que havia poucas pessoas sendo escravizadas e que essa escassez levou ao aumento do preço; já que a média de escravos desembarcados em Pernambuco entre 1788 e 1851 é maior do que a dos primeiros 200 anos de escravização. Pode-se concluir, então, que a economia da época (baseada na agricultura do café do sudeste brasileiro) movia ilegalmente o maior índice de tráfico de pessoas.

## Rufina: da Escravidão à Liberdade
A história de Rufina é marcada por diferentes perspectivas e peculiaridades que podem suscitar questionamentos e desconstruir visões muitas vezes cristalizadas acerca dos ex-escravizados no século XIX. O historiador Robson Costa, ao pesquisar a trajetória de vida de Rufina revela alguns aspectos que foram comuns ou contribuíram para a busca da liberdade dos ex-cativos, como, por exemplo, a conquista da alforria por meio da família, algo que potencializava esse processo. Associado a esses laços de parentesco, existiam ainda, as redes construídas pelos membros dessas famílias com a sociedade que estava em seu entorno, o que contribuía para uma relação de proteção e troca de favores.
No ano de 1862, o referido processo que envolvia o Abade de Olinda, Manoel da Conceição Monte, e Rufina, evidenciou as relações de parentesco dessa última e sua perspicácia diante do que estava sendo questionado no processo: o direito à propriedade privada. Ao se aprofundar nas minúcias da referida documentação jurídica, Robson Costa ressaltou a força dessas relações familiares na aquisição das alforrias e que entre os beneditinos era possível observar tais circunstâncias, uma vez que em suas propriedades os cativos eram crioulos. Ou seja, eram frutos de gerações de parentescos que os fortalecia e possibilitava a criação de estratégias para conquistar suas liberdades/alforrias.
Em algum momento da década de 1850, Rufina e sua família obtiveram a liberdade. Cipriano, seu filho, foi através do pagamento de um valor de 600 mil réis; Cândida e sua filha (das quais não se sabe ao certo qual o vínculo de parentesco com Rufina) foi por meio do pagamento de 200 mil réis, ambas em 1856; Cristiana, filha de Rufina, foi a primeira a ganhar a alforria em 1849 ao oferecer, em seu lugar, seu escravizado. Segundo Costa, na historiografia brasileira da escravidão, essa troca em favor da liberdade foi pouco comum. No tocante a Rufina, o Livro de Conselhos, documentação consultada pelo autor, não mencionava uma data específica de sua libertação. Entretanto, ao pesquisar em outras fontes, o pesquisador chegou ao entendimento que teria sido entre 1853 e 1856. Todos esses ex-cativos supracitados viviam na fazenda Jaguaribe, da Ordem de São Bento, mesmo após terem conquistado suas alforrias. Essa manutenção nos mesmos locais ou em regiões próximas em que viviam quando eram escravizados podem ser vistas como um desejo em manterem-se sob a proteção de seus antigos senhores e de sua rede. E até a manutenção de algumas realizações alcançadas ainda na condição de cativos. Mas essa aproximação também possibilitava a vigilância, entendido por alguns, como a manutenção da obediência dos ex-escravizados aos antigos senhores.
Tal cenário foi recorrente dentro da sociedade escravista brasileira, inclusive nas propriedades beneditinas. Essas situações poderiam trazer, muitas vezes, uma relação de dependência, fragilidade e riscos para os alforriados. No caso de Rufina, ela mantinha uma relação de aproximação com o Fr. Filipe, Abade da Paraíba, que na época da construção de sua casa de pedra e cal fora o administrador da fazenda Jaguaribe. Isso garantiu que ela não pagasse o foro, como era de costume dos beneditinos cobrarem dos ex-cativos que continuavam em suas propriedades. No entanto, ao mudar a administração da fazenda para o Fr. Manoel, um desafeto do Fr. Filipe, sua situação se agravou muito, mostrando a instabilidade e insegurança na vida dos ex-escravizados.
É possível notar no processo, conforme aponta Robson Costa, que Rufina foi detentora de alguns bens como: a posse de escravizados e móveis. Isso pôde ser visto quando uma das testemunhas, o capitão Manoel de Souza Leão, afirmou que sabia e tinha visto diversos objetos de valor em sua casa, pois a mulher, no momento da destruição da sua moradia, havia pedido para ele guardar os pertences dela em sua casa. Dado essa circunstância, nota-se que a lógica senhorial, a estrutura e os valores também fizeram parte da vida de alguns ex-escravizados ao ponto de alguns deles reproduzir alguns aspectos, tais como: o domínio sob um cativo, a posse da terra e outros bens que fizeram parte da sua propriedade privada. A historiadora Juliana Barreto Farias, ao analisar o caso da africana Emília Soares do Patrocínio, ressaltou a existência de ex-cativos que possuíam outros escravizados como parte de seus bens. De acordo com a autora é importante compreender o contexto histórico em que os indivíduos estavam inseridos e suas articulações sociais. O fato de possuir cativos, nesse momento, poderia estar relacionado à tentativa em assegurar o “sustento” e a “riqueza” para si e para os seus, bem como obter algum certo “prestígio” e “status social”. Sendo assim, quanto ao caso de Rufina, mais do que censurá-la, é importante entender as circunstâncias que agiam em seu entorno e como ela respondia a essa sociedade escravista dentro das suas possibilidades.

### Os Autos do Processo
O processo-crime de Rufina, datado em 1862, contra o Abade do Mosteiro de Olinda, Fr. Manoel da Conceição, apresenta sete testemunhas, no qual, seis eram moradores da redondeza e um era o soldado enviado ao local do crime. O que existia em comum na fala de todos - e que ouviram de outras pessoas - era que a casa pertencia à Rufina, mas que a terra era do Mosteiro, e que ela e sua família eram protegidas do Fr. Felipe (que arcou com as despesas do processo). Três monges afirmaram que a Ordem de São Bento deixava que os ex-escravos ficassem nas propriedades que viviam, porém tinham que pagar foro. Rufina, entretanto e segundo as testemunhas, não tinha esse tipo de contrato, vivendo, de acordo com a lei, de forma irregular na propriedade. Ainda segundo as testemunhas, por ela ser a “protegida” do antigo Abade, a mesma vivia de forma irregular no Mosteiro.
Por meio de seu advogado, Rufina acusou o Fr. Manoel da Conceição de procurá-la “com carícias", para fins contrários de sua honestidade. Como consequência, por ela ter o recusado para tais fins, o Abade revoltado, passou então a persegui-la com a intenção de vingar-se daquela que um dia serviu aquele Mosteiro - o período foi repleto de “ameaças e injúrias silenciosas”.
Através desse trecho inicial, pode-se ter uma visão da estratégia da acusação usada pelo advogado na narrativa de Rufina, apresentando uma pessoa humilde, uma serva que foi maltratada. Todavia, mesmo com esse primeiro relato do processo, não se sabe até que ponto a atitude do Abade foi desonrosa, já que só foi citado no início da narrativa da acusação sem dar continuidade no decorrer do processo. Tendo isso em mente, e nos autos do processo, a defesa de Rufina preferiu processar o Abade com base no art. 269, combinado com o art. 270 do Código Criminal do Império, desistindo de seguir com o suposto assédio e passando a defender seu direito como proprietária da casa.
Com base na leitura do processo-crime de Rufina, a mesma relata que a casa foi destelhada ainda com ela dentro e, por isso, pedia à Justiça que o Abade pagasse 4 contos de réis pelo prejuízo causado. Sequentemente, a acusação retratou como “violento e sem pudor” o Fr. Manoel da Conceição, que o mesmo teria enviado durante a madrugada alguns escravos para destruir a casa de Rufina, com ela e sua família dentro. Segundo o advogado, Rufina foi despertada pelos barulhos de madeiras e telhas caindo e pelas gargalhadas ouvidas do lado de fora da casa.
Por ter uma boa rede de proteção, Rufina com sua família foram para o Engenho Jaguaribe, que pertencia ao capitão Manoel Francisco Souza Leão, para se proteger de tamanha violência sofrida, ficando por uns dias no aguardo da chegada do Fr. Felipe - que estava vindo da Paraíba. Por fim, ainda segundo o capitão, ele ofereceu uma casa em seu engenho para que Rufina ficasse, já que ela teria dito a ele que a situação do processo só tinha acontecido por ela ser “mulher e desvalida”.
O acusado Fr. Manoel, em sua narrativa, destacou essa rede de proteção de Rufina. Seguindo sua defesa, tudo aquilo não passava de uma “vingança” armada pelo Fr. Felipe de S. Luiz Paim, - já que ambos eram inimigos declarados desde que o Fr. tomou a Abadia de Olinda, tornando assim o Fr. Felipe o Abade da Paraíba. Nota-se que, mesmo falando isso em sua defesa, Fr. Manoel em momento algum negou ter mandado destruir a casa de Rufina, dizendo ele ter direitos institucionais e sacrossantos, já que tudo pertencia ao Mosteiro. Ele ainda levantou o questionamento de quem tinha dado o poder a Rufina de permitir ela chamar “ao domínio e senhorio daquela casa”. Pegando, como defesa, os relatos das testemunhas apresentadas por Rufina, o frei afirma que todos só falaram sobre o destelhamento da casa, mas não sobre o direito de propriedade da mesma. Por fim, concluiu seu testemunho dizendo que o crime aconteceu em solo pertencente ao Mosteiro, e não à Rufina.
O juiz da sentença não levou em conta o ato violento contra Rufina, visto que a discussão no processo era o direito à propriedade. Por isso, o Juiz considerou que Rufina não tinha direito a casa por nunca ter pago o foro para o Mosteiro. Logo, o crime contra a propriedade e a pessoa deixou de ter base na acusação contra o Fr. Manoel, visto que a casa pertencia ao mosteiro e o Abade poderia fazer o que quisesse.
Nota-se ainda que Rufina poderia tê-lo acusado de tentativa de homicídio, já que a mesma se encontrava dentro de casa na hora do ato de violência, mas ela não deu continuidade ao caso. Sendo assim, Rufina, perdendo em base legal o processo, foi condenada às custas processuais e saiu sem direito à propriedade e sem um lugar definitivo para morar.

## A Posse de Escravos por Escravizados
Robson Costa faz uma importante análise da posse de escravos por escravizados. Primeiramente, é importante ter em mente que, mesmo depois da alforria, ainda assim, essa liberdade concedida aos escravos possuía muitas limitações. Costa diz "Sidney Chalhoub também destacou ‘o problema da liberdade no Brasil escravista’ do século XIX. Ele destacou as limitações impostas à liberdade e as restrições constitucionais infligidas aos libertos, chamando atenção para o constante perigo de revogação da liberdade e reescravização ilegal, o acesso limitado à instrução primária e a suspeita recorrente sobre os livres de cor"
O historiador Sidney Chalhoub faz uma contribuição ao tema, quando reflete sobre o que ele chama de “precariedade estrutural da liberdade”. Ele faz uma análise panorâmica sobre o que era essa liberdade e como ela funcionava. No entanto, por mais que essa liberdade fosse cerceada, ainda assim, foi percebido que alguns escravos conseguiram juntar posses ao ponto de possuir até outros escravizados. Maria Inês Côrtes de Oliveira afirma que essa posse simbolizava um tipo de ascensão social, explicando que “a vida de cativeiro ensinará ao liberto que ser livre era ser senhor e ser senhor era possuir escravos que trabalhassem para si. Tal era a verdade do escravismo”.
No entanto, o ato de possuir escravizados não libertava esses homens do seu próprio trabalho. Muito pelo contrário, eles continuavam trabalhando. O ato de se tornar esse “pequeno escravista” é muito mais para potencializar a sua produção, do que necessariamente usar desse trabalho como sua única fonte de renda. Eles permaneciam comercializando, juntamente aos seus escravos, produtos como verduras, legumes ou peixe. A intenção era a de aumentar a renda da família, potencializando o trabalho. Vale ressaltar, ainda, que no processo de escravização por ex-cativos, muitos optam por comprar escravos que possuíam sua mesma etnia para que fosse possível facilitar a comunicação, já que conseguiam eliminar algumas barreiras linguísticas. Optavam também pela compra de mulheres, já que possuíam menor custo no mercado escravista.
Entre os anos de 1793 e 1865, na cidade de Salvador durante o contexto de debates emancipacionistas, os monges beneditinos concederam o maior número de alforrias aos cativos, cerca de 119 cativos receberam as suas alforrias e, entre eles, 18 ofereceram algum cativo em troca da sua liberdade; esse ato era denominado substituição ou manumissão, ou como era intitulado pelos monges “Um escravo por si”. Esse substituto do cativo alforriado não teria que ter necessariamente os mesmos atributos físicos dos anteriores, mas os monges avaliavam o cenário para não sair perdendo na hora da troca, porém, em alguns casos, necessitava ter uma certa equivalência. 
João José Reis, ao desenvolver o seu estudo acerca da posse de escravos por libertos, na cidade de Salvador em meados do século XIX, afirma que em uma listagem onde existia 304 libertos apenas 64 eram senhores de escravos e a maioria deles possuíam um ou dois cativos no máximo. Carlos Eugênio Soares, aponta que as mulheres possuíam maior predominância entre os proprietários de escravos; entre 18 casos de pedidos de substituição, 10 seriam de mulheres solicitando a sua própria alforria. A diferença é pequena, mas a presença da mulher cativa é de grande importância no cenário de manumissão e também como proprietária de cativos. Sheila Faria também evidencia que as mulheres forras possuíam condições mais favoráveis de serem possuidoras de bens durante o período escravista.
Rufina, apesar de suas dificuldades e restrições de sua vida como cativa, foi capaz de reunir fundos o suficiente para a compra de três escravos, possuía objetos pessoais e conseguiu construir uma casa de alvenaria. Algumas evidências constatam que ela possuía escravos quando ainda era cativa. Como não há registro da alforria de Rufina no livro dos Conselhos, não é possível afirmar que ela foi alforriada.